# 乔治·B·麦克莱伦

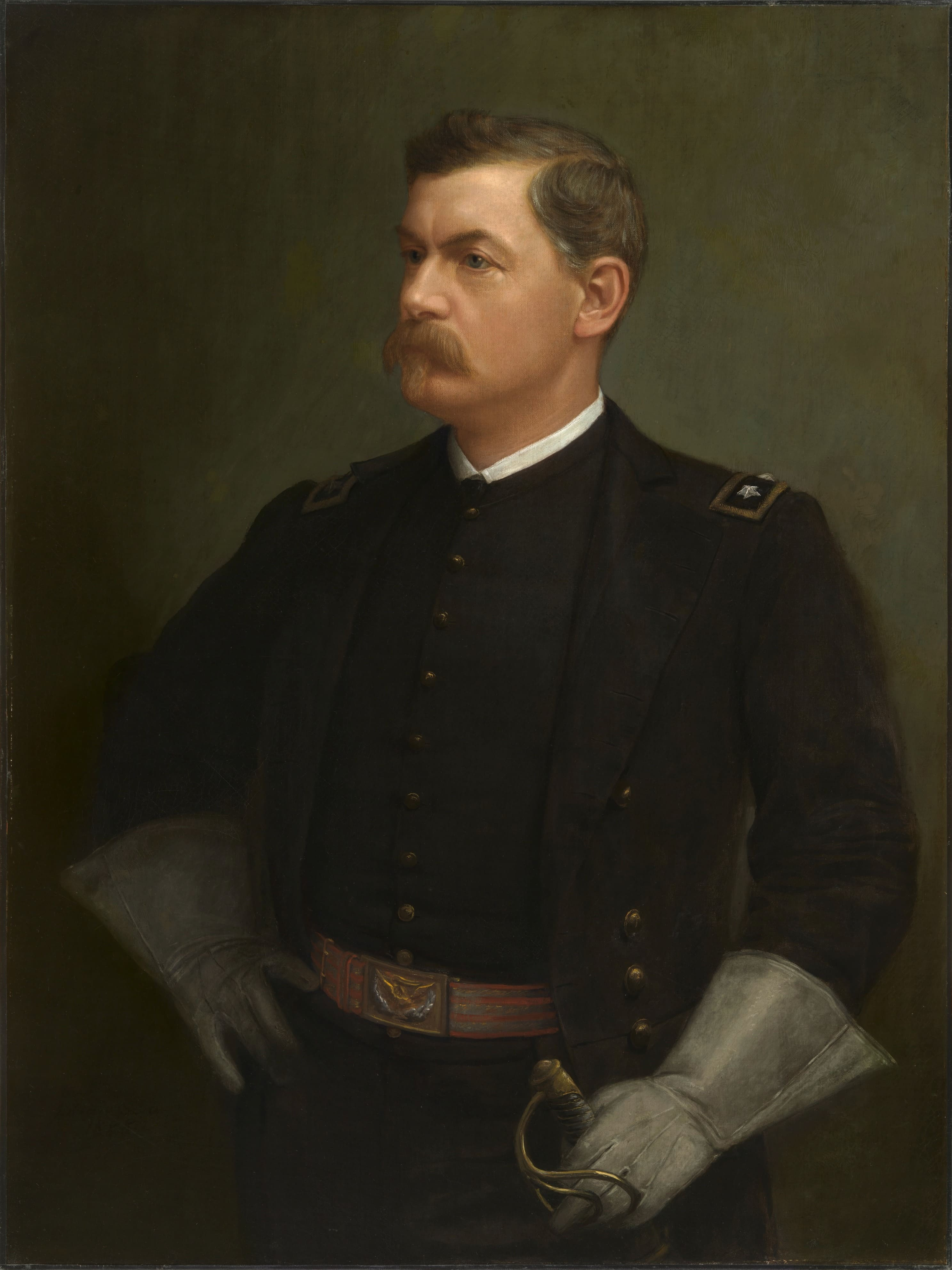
一幅 Julian Scott 所作之麦克莱伦之肖像画，现藏于美國國家肖像畫廊。

乔治·B·麦克莱伦（英語：George B. McClellan，1826年12月3日—1885年10月29日）是一位19世纪的美国军人，土木工程师，铁路公司经营者，政治活动家和作家。麦克莱伦毕业于西点军校，曾服役于美墨战争。麦克莱伦后投身铁路经营直到美国南北战争爆发。战争早期，麦克莱伦被任命为美利坚联邦军上将，在组织及训练联邦军上起到了非常重要的作用。他负责组织的军队后来组建为波托马克军团，并一直活跃在东线战区。1861年11月至1862年3月期间他曾短暂地在联邦军队中担任陆军总指挥。
1862年3月至7月，乔治·麦克莱伦在弗吉尼亚州东南部组织和指挥了半岛会战中联邦的军事行动；这是内战爆发以来，东线战区首次由联邦军发起的大规模攻势行动。麦克莱伦将军筹划的两栖登陆侧翼行动计划以波托马克军团攻打北弗吉尼亚的森特维尔的邦联军，以避免代价颇高的正面攻击。麦克莱伦的军队在切萨皮克湾的门罗堡登陆后，沿弗吉尼亚半岛西进詹姆士河和约克河两岸行军，直取美利坚联盟国首都里士满。但行动意外地被John B. Magruder的防线所阻。在不分上下的约克郡战役后，联邦军在威廉斯堡之战中发起猛攻并取得了胜利，而后联盟军则逐渐后撤。麦克莱伦最初在与同样十分谨慎的邦联将领约瑟夫·E·约翰斯顿的交手中占据上风；但在战术主动的罗伯特·E·李接手北弗吉尼亚军团后，麦克莱伦在七天战役中落败。当然李的胜利在相当程度上是一次惨胜—李的军队不仅没有摧毁波托马克军团主力，在马尔温山之战中被击退时还付出相当惨重的伤亡；但麦克莱伦夺取里士满的攻势也同时被完全挫败，使得南北战争继续了三年之久。
在马里兰会战前后，林肯和麦克莱伦之间渐生间隙；麦克莱伦甚至在私下场合嘲弄这位总司令。不久，麦克莱伦在1862年中期选举结束后被林肯撤职。这一决定的主要归因于麦克莱伦没有能够在安提頓戰役后，在联邦取得战略性优势的情况下主动追击李将军的军队。
麦克莱伦在被撤职之后再没有被授予其它野战军衔。不过，在1864年美国总统选举中，他作为民主党提名人挑战林肯再选，尽管这是一次失败的尝试：麦克莱伦在竞选中表示自己不支持与美利坚联盟国议和，而当时这是绝大多数北方民主党人的竞选纲领；最后他只获得了233票选举人票中的21票，尽管他只比林肯少获得约10%的选票。在1878-1881年间他曾担任新泽西州州长并在退休后成为作家，同时激烈地为自己在内战中做作的决定辩护。大多数历史学家将麦克莱伦将军评价为一位在战场上谨慎而能力有限的北方将领；但近年来也有少数学者持反对观点。根據罗伯特·E·李的兒子的著作，被問到「聯邦軍最優秀的將領是誰？」時，李回答「麦克莱伦」。